# Горішньошеровецька сільська територіальна громада
Горішньошеровецька сільська громада — територіальна громада в Україні, у Чернівецькому районі Чернівецької області. Адміністративний центр — село Горішні Шерівці.
Площа громади — 80,2 км², населення — 5 852 мешканці (2020).

## Населені пункти
У складі громади 4 села:
- Васловівці
- Горішні Шерівці
- Задубрівка
- Шубранець